# Смажені зелені помідори в кафе «Зупинка»
«Смажені зелені помідори в кафе „Зупинка“» (англ. Fried Green Tomatoes at the Whistle Stop Cafe) — роман Фенні Флегг, опублікований в 1987 році.

## Сюжет
У 1985 році в Бірмінгемі, штат Алабама, домогосподарка Евелін Коуч змушена відвідувати свою свекруху в будинку для людей похилого віку. У них напружені стосунки, і Евелін, намагаючись уникнути її, зустрічається зі ще однією мешканкою будинку, яку звуть Нінні Тредгуд. Та починає розповідати Евелін історії зі свого життя в містечку Зупинка (англ. Whistle Stop, Вістл-стоп) у глибинці Алабами, починаючи з 1920-х.
Евелін важко переносить кризу середнього віку, її діти виросли і завели свої сім'ї, з чоловіком стосунки не найкращі, її мучать думки про самотність і смерть. Життя її, колись рівне і бездоганне, втратило всякий сенс, Евелін Коуч у свої 48 років перестала стежити за собою, поїдання шоколадних батончиків стало єдиними ліками проти депресії. Нінні прожила непросте життя, вона рано втратила батьків, рано овдовіла, її єдиний син народився неповносправним і теж не дожив до старості. Попри це, Нінні у свої 86 років не втратила любові до життя, вона так сповнена нею, що Евелін, яка її відвідує, починає бачити свої прикрощі та смуток в іншому світлі. Поступово метою візитів до будинку для людей похилого віку стає не свекруха, а розповіді Нінні та її товариство. Жінки, самі того не помічаючи, стають подругами. Люди, про які розповідає Нінні, починають багато означати для Евелін, вона часто думає про них, вони заповнюють порожнечу, що утворилася в її житті. Евелін Коуч змінює своє ставлення до майбутнього, адже її старша подруга нагадала їй, що попереду ще половина життя.

## Стиль роману
Книжку написано дуже своєрідно, читачеві пропонується спостерігати за подіями з різних ракурсів. Автор не дотримується хронологічної послідовності, про події оповідає так, як це зазвичай буває в розмові, коли викладають той епізод, про який згадалося зараз. Деяку документальність в описі життя Зупинки надають витяги з «Бюлетеня Зупинки». Наприкінці книги читачеві пропонують кілька рецептів страв, які давним-давно подавали в кафе «Зупинка», серед яких два рецепти приготування смажених зелених помідорів.

## Сприйняття
Роман швидко став бестселером ; у списку бестселерів New York Times він перебував 36 тижнів. «Смажені зелені помідори…» були прихильно сприйняті критиками та удостоїлися позитивного відгуку від письменниці Гарпер Лі.
Українською мовою книга перекладена Дарією Петрушенко, перше україномовне видання надруковане 2016 року видавництвом «Книжковий Клуб „Клуб Сімейного Дозвілля“».
У 1991 році з'явилася екранізація роману — фільм «Смажені зелені помідори» з Кеті Бейтс у ролі Евелін Коуч.